# 日本医療秘書専門学校
日本医療秘書専門学校（にほんいりょうひしょせんもんがっこう）とは、学校法人恵真学園が運営する大阪市天王寺区にある専修学校。

## 沿革
- 1960年 開校

## 学科
（2012年募集分）
- 医療情報学科
  - 診療情報管理士コース
- 医療事務学科
  - 医療秘書総合コース
  - 医療保険事務コース

## 所在地
- 〒543-0061 大阪市天王寺区伶人町2-15

最寄り駅は、四天王寺前夕陽ヶ丘駅